# Antonio Quarracino
Antonio Quarracino, italijansko-argentinski rimskokatoliški duhovnik, škof in kardinal, * 8. avgust 1923, Pollica di Salerno, Italija, † 28. februar 1998, Buenos Aires.

## Življenjepis
22. decembra 1945 je prejel duhovniško posvečenje v škofiji Mercedes-Lujána (Argentina). 
3. februarja 1962 je bil imenovan za škofa Nuev de Julio; 8. aprila istega leta je prejel škofovsko posvečenje.
V letih 1962−1965 je sodeloval na drugem vatikanskem koncilu.
Pozneje je bil imenovan: 3. avgusta 1968 za škofa Avellanede (ustoličen 5. oktobra istega leta), 18. decembra 1985 za nadškofa La Plate (ustoličen 5. aprila istega leta), 10. julija 1990 za nadškofa Buenos Airesa (ustoličen 22. novembra istega leta) in 30. oktobra 1990 za škofa Argentine za verujoče vzhodnih obredov.
28. junija 1991 je bil povzdignjen v kardinala in imenovan za kardinal-duhovnika S. Maria della Salute a Primavalle.